# Veronika Aigner
Veronika Aigner, född 13 februari 2003 i Neunkirchen, är en österrikisk alpin skidåkare. Hon har yngre tvillingsyskon, Barbara och Johannes, vilka båda är synskadade.

## Meriter
Paralympiska vinterspelen 2022
- Guld i alpin skidåkning storslalom synskadade
- Guld i alpin skidåkning slalom synskadade